# Rupan Sansei - Cagliostro no shiro -Saikai-
Rupan Sansei - Cagliostro no shiro -Saikai- (ルパン三世 カリオストロの城 -再会-?, Rupan Sansei - Kariosutoro no shiro -Saikai-, lett. "Lupin III - Il castello di Cagliostro -Riunione-") è un videogioco d'azione giapponese basato su Lupin III di Monkey Punch. È stato prodotto da Asmik Ace nel 1997 per PlayStation.
Il videogioco si propone come proseguimento del secondo film animato di Lupin III, Il castello di Cagliostro.

## Doppiaggio
| Personaggio         | Doppiatore        |
| ------------------- | ----------------- |
| Arsenio Lupin III   | Kan'ichi Kurita   |
| Daisuke Jigen       | Kiyoshi Kobayashi |
| Goemon Ishikawa     | Makio Inoue       |
| Fujiko Mine         | Eiko Masuyama     |
| Ispettore Zenigata  | Gorō Naya         |
| Conte di Cagliostro | Tarō Ishida       |
| Clarisse            | Sumi Shimamoto    |
| Gustav              | Kazuhiro Nakata   |
| Jodo                | Ichirō Nagai      |
| Cameriera           | Kikuko Inoue      |

Rispetto al film da cui prende spunto il videogioco, cambiano i doppiatori di Lupin III (nel film era doppiato da Yasuo Yamada, morto nel 1995), di Gustav (nel film da Tadamichi Tsuneizumi) e della cameriera (nel film da Yoko Yamaoka).

## Accoglienza
Rupan Sansei - Cagliostro no shiro -Saikai- ha ottenuto un punteggio di 26/40 dalla rivista Famitsū, basato sulla somma dei punteggi (da 0 a 10) dati al gioco da quattro recensori della rivista.